# Баррфойн
Баррфойн (VI век) — отшельник Киллбарронский. День памяти — 21 мая.
Святой Баррфойн (Barrfoin), или Вэйрфионн (Bairrfhionn), или Барринд (Barrindus), по преданию, был поставлен святым Колумбой на служение в храм, основанный в Драм Куллен (Drum Cullen), Оффали . Впоследствии святой Баррфойн жил в Киллбарроне (Kilbarron), неподалёку от Бэллишэннон, что в Донегале. Быть может, он достиг Америки в одной из своих миссий и сообщил святому Брендану о своём открытии. Иногда считают, что святой Баррфойн был епископом.

## Тропарь святому Баррфойну, глас 3
O holy Barrfoin, Christ's missionary voyager/
like thy contemporary Saint Brendan:/
pray that we may have courage/
to venture for Christ, at His call,/
that we may receive His great mercy.

## Ссылка
- Кельтские и староанглийские святые  (недоступная ссылка с 16-08-2017 [2766 дней])